# Stase (Medizin)
Als Stase (griechisch στάσις ‚Stauung‘, ‚Stockung‘) bezeichnet man in der Fachsprache der Medizin den Stau einer ansonsten bewegten Körperflüssigkeit oder eines Inhaltsstoffes von Hohlorganen:
- Stauung von Blut, siehe Hämostase
- Stauung von Lymphe, Lymphostase, siehe Ödem
- Stauung von Galle, siehe Cholestase
- Stauung von Schleim, siehe Mukostase
- Stauung von Urin, siehe Urinstase
- Stauung von Darminhalt, siehe Koprostase (auch Enterostase)
- Stauung von Nahrung im Magen (Gastrostase)